# Three Rivers
Pour les articles homonymes, voir Three Rivers (Texas) et Three Rivers (district).
Three Rivers est une série télévisée américaine en treize épisodes de 42 minutes, créée par Carol Barbee dont huit épisodes ont été diffusés entre le 4 octobre et le 22 novembre 2009 sur le réseau CBS. Les épisodes restants ont été diffusés entre le 5 juin et le 3 juillet 2010.
En France, la série est diffusée depuis le 4 mai 2010 sur Série Club et depuis le 26 juin 2012 sur M6, et en Belgique, à partir du 12 mai 2013 sur RTL-TVI.

## Synopsis
L’hôpital Three Rivers de Pittsburgh est réputé dans le monde entier pour son service de transplantations d’organes. Doté d’une technologie de pointe où des écrans géants affichent à chaque instant les organes disponibles dans un rayon de plusieurs centaines de kilomètres et bien sûr d’une équipe de brillants chirurgiens dirigée par le Dr Jordan.
Chaque épisode, s’ouvre avec l’accident qui cause la mort cérébrale du futur donneur en parallèle avec la présentation des malades susceptibles d’être receveurs, entre les villes de Pittsburgh et Boston. Mais tous ne peuvent être sauvés…

## Distribution

### Acteurs principaux
- Alex O'Loughlin (VF : Damien Ferrette) : Dr Andrew « Andy » Yablonski
- Katherine Moennig (VF : Julie Dumas) : Dr Miranda Foster
- Daniel Henney (VF : Anatole de Bodinat) : Dr David Lee
- Christopher Hanke (en) (VF : Geoffrey Vigier) : Ryan Abbott
- Alfre Woodard (VF : Françoise Vallon) : Dr Sophia Jordan
- Justina Machado (VF : Annie Milon) : Pam Acosta
- Amber Clayton (VF : Lydia Cherton) : Lisa Reed

### Acteurs récurrents
- Devika Parikh (en) : Nurse Rehka (10 épisodes)
- Owiso Odera (VF : Jean-Baptiste Anoumon) : Kuol Adebe Ketebo (6 épisodes)
- Joe Holt : EMT Bret (6 épisodes)
- Puja Mohindra : EMT Lori Goel (6 épisodes)
- Claudia Choi : ICU Nurse Chen (5 épisodes)
- Sabra Williams (en) : Nurse Williams (5 épisodes)
- Teri Reeves (VF : Aurore Bonjour) : Nurse Alicia (4 épisodes)
- Bruce Katzman : Dr Richard Strauss (4 épisodes)
- Mercedes Masohn (VF : Olivia Nicosia) : Vanessa (4 épisodes)

### Invités
- B. J. Britt (VF : Mohad Sanou) : Anton Weathers (épisodes 1 et 9)
- Michael Mosley (VF : Thomas Roditi) : JC Dawson (épisode 1)
- Hillary Tuck (VF : Sarah Marot) : Teri Dawson (épisode 1)
- Marina Sirtis : Layla Rahimi (épisode 1)
- P. J. Byrne : Dale Coffey (épisode 1)
- Cameron Monaghan : Auden Drinkwater (épisode 1)
- Bernard White : Mahmoud Rahimi (épisode 1)
- Janina Gavankar : Ada Rahimi (épisode 1)
- Spencer Garrett (en) : Robert Drinkwater (épisode 1)
- Rizwan Manji (en) (VF : Jerome Wiggins) : Dr Dev (épisodes 2, 7 et 10)
- Brett Cullen (VF : Guy Chapellier) : Carson (épisode 2)
- Alyssa Diaz (VF : Geneviève Doang) : Christy (épisode 2)
- Katija Pevec : Jenny (épisode 2)
- Laurie O'Brien (en) : Ruth (épisode 2)
- Brock Cuchna (arz) : Jeremy (épisode 2)
- Christopher Foley : Daniel (épisode 2)
- David Barrera (épisode 2)
- Shiloh Fernandez (VF : Nessym Guetat) : Scott Becker (épisodes 3, 5 et 10)
- Patrick Breen (VF : Sébastien Desjours) : Dr Joseph Breen (épisode 3)
- Ion Overman (VF : Laurence Charpentier) : Lydia Ramirez (épisode 3)
- Britt Robertson : Brenda Stark (épisode 3)
- Summer Bishil : Karen Rollins (épisode 3)
- Mac Brandt (en) : Mick (épisode 3)
- Mekenna Melvin (VF : Sandra Valentin) : Angela (épisode 4)
- Zack Lively (VF : Alexandre Gillet) : Chad (épisode 4)
- Brian Howe : Mr Hubbell (épisode 4)
- Tina Holmes : Deb Avila (épisode 4)
- Devon Werkheiser : Bobby (épisode 4)
- Cody Longo : Blair (épisode 4)
- Dwain Murphy (en) : Antonio (épisode 4)
- Travis Lane Stork : Dr Travis (épisode 4)
- John Bedford Lloyd : Dr Yorn (épisodes 5 et 9)
- Kelly Overton : Det. Rena Yablonski (épisodes 5 et 11)
- Kari Coleman (VF : Natacha Muller) : Rebecca (épisode 5)
- Abner Genece (en) (VF : Pascal Vilmen) : Falo (épisode 5)
- David Costabile : Boyle (épisode 5)
- Lennie James : Dr Maguire (épisode 5)
- Christian Monzon (en) : Michael (épisode 5)
- Tim Guinee (VF : Constantin Pappas) : Jim Santos (épisode 6)
- Kristin Bauer van Straten (VF : Dominique Vallée) : Val O'Leary (épisode 6)
- Haley Ramm (VF : Leslie Lipkins) : Megan O'Leary (épisode 6)
- Christie Lynn Smith (en) (VF : Anne Massoteau) : Lori Campbell (épisode 6)
- Josh Randall : Steve O'Leary (épisode 6)
- Tamara Braun : Samantha Krauser (épisode 6)
- Maxim Knight (en) : Dylan Campbell (épisode 6)
- Jake Weary : T.J. Russo (épisode 6)
- Armand Dorian (en) : Anesthesiologist (épisode 6)
- Mandy Patinkin (VF : Patrick Floersheim) : Victor (épisode 7)
- Joelle Carter (VF : Laura Blanc) : Barbara Harris (épisode 7)
- Nicholas Braun (VF : Nathanel Alimi) : Michael (épisode 7)
- Jamie Anne Allman (en) (VF : Sybille Tureau) : Laura (épisode 7)
- K'Sun Ray (en) (VF : Thierry D'Armor) : Roger (épisode 7)
- Annalise Basso : Mary (épisode 7)
- Kathrine Herzer : Missy (épisode 7)
- Omid Abtahi (VF : Sébastien Desjours) : Dr Yousef Khouri (épisodes 8 et 13)
- Kevin Rahm (VF : Pierre Tessier) : John Warren (épisode 8)
- Heather Mazur (VF : Laurence Breheret) : Tracy Warren (épisode 8)
- Pablo Schreiber (VF : Thierry Kazazian) : Nick (épisode 8)
- Riki Lindhome (VF : Dorothée Pousséo) : Beth (épisode 8)
- Ron Butler (en) (VF : Fabien Jacquelin) : Dr Parr (épisode 8)
- Paul Perri (en) : Fred (épisode 8)
- Brendan Kelly (es) : Casper (épisode 8)
- Jesse Luken (en) : Tommy (épisode 8)
- Monica Young (arz) : Dr Lagana (épisode 8)
- William Sadler : Michael Zelasko (épisodes 9 et 11)
- Noah Fleiss : Sam Heaton (épisode 9)
- Joshua Elijah Reese (en) : EMT (épisode 9)
- Michele Greene (VF : Virginie Ledieu) : Rhonda (épisode 10)
- Erica Shaffer (VF : Sandrine Cohen) : Marilyn (épisode 10)
- Arjay Smith (VF : Stéphane Marais) : Jared (épisode 10)
- Felicia Day (VF : Catherine Desplaces) : Jeni (épisode 10)
- Tessa Thompson (VF : Fily Keita) : Penelope Kirkell (épisode 10)
- J. Paul Boehmer (en) (VF : Laurent Larcher) : Dr Gold (épisode 10)
- Matt Roth : Bill Dula (épisode 10)
- Brian Goodman (en) (VF : Patrice Baudrier) : Capt. Lance Carlyle (épisode 11)
- Lorraine Toussaint (VF : Brigitte Berges) : Yolanda Moss (épisode 11)
- Sprague Grayden : Gwen Richards (épisode 11)
- Benjamín Benítez : Alex Ramirez (épisode 11)
- Oded Fehr : Dr Luc Bovell (épisodes 12 et 13)
- Gregg Henry (VF : Gabriel Le Doze) : Lester Dimes (épisode 12)
- David Starzyk (en) (VF : Sébastien Finck) : Dr Guerreri (épisode 12)
- Emily Baldoni (VF : Léa Gabriele) : Jill Hollis (épisode 12)
- Susan Park : Sanegun (épisode 12)
- Luke Edwards : Bobby (épisode 12)
- Billy Lush (en) (VF : Jonathan Amram) : Craig Derkin (épisode 13)
- D.B. Sweeney (VF : Pascal Germain) : Det. Ted Sandefur (épisode 13)
- Xander Berkeley : 'Sarge' Harold Estes (épisode 13)
- Alex Nevil (en) : EMT (épisode 13)

 Source et légende : version française (VF) sur RS Doublage

## Production
Un pilote a été commandé en février 2009.
Le casting principal débute le mois suivant, dans cet ordre : Christopher Hanke (en), Justina Machado, Alex O'Loughlin, Katherine Moennig et Daniel Henney, Julia Ormond (Dr Sophia Jordan) et Joaquim de Almeida (Dr Campos).
Satisfaite du pilote tourné à Brownsville (Pennsylvanie), la série est commandée le 18 mai 2008, puis annonce deux jours plus tard lors des Upfronts sa case horaire du dimanche à l'automne.
Par contre, le 27 mai, la production ne retient pas Julia Ormond et Joaquim de Almeida. En juillet, la production engage Amber Clayton ainsi que Alfre Woodard dans le rôle initialement tenu par Ormond, et un nouveau pilote est entièrement tourné dans les studios de Paramount à Los Angeles. En octobre, la production invite Mandy Patinkin dans le rôle d'un patient.
À la mi-septembre, CBS décide plutôt de diffuser le deuxième épisode produit pour sa première en octobre. Après avoir échangé la case horaire de l'épisode du 22 novembre avec celle de Cold Case à 22 h, CBS retire de l'horaire les épisodes prévus pour décembre. Le 9 janvier 2010, CBS a annoncé officiellement l'arrêt de la série. Les cinq épisodes restants ont été diffusés les samedis soirs en juin et juillet.

## Épisodes
1. L'Arrache-cœur (Place of Life)
2. Une journée presque ordinaire (Ryan's First Day)
3. La Peur de vivre (Good Intentions)
4. Code vert (Code Green)
5. Un seul être vous manque (Alone Together)
6. L'Instant de vérité (Where We Lie)
7. Question d'éthique (The Luckiest Man)
8. Mauvais Karma (The Kindness of Strangers)
9. Rien n'est joué (Win-Loss)
10. L'Ironie du sort (A Roll of the Dice)
11. Sauver ou périr (Every Breath You Take)
12. Tourner la page (Case Histories)
13. Place au rêve (Status 1A)

## Audiences
Les débuts de la série furent faibles en audience par rapport à ce que les producteurs espéraient. Au fil des épisodes, la série réussit à remonter mais reste cependant bien en dessous des audiences moyennes d'autres séries à succès comme Desperate Housewives ou encore Lost : Les Disparus.